# Friedrich Arnold (Mediziner)

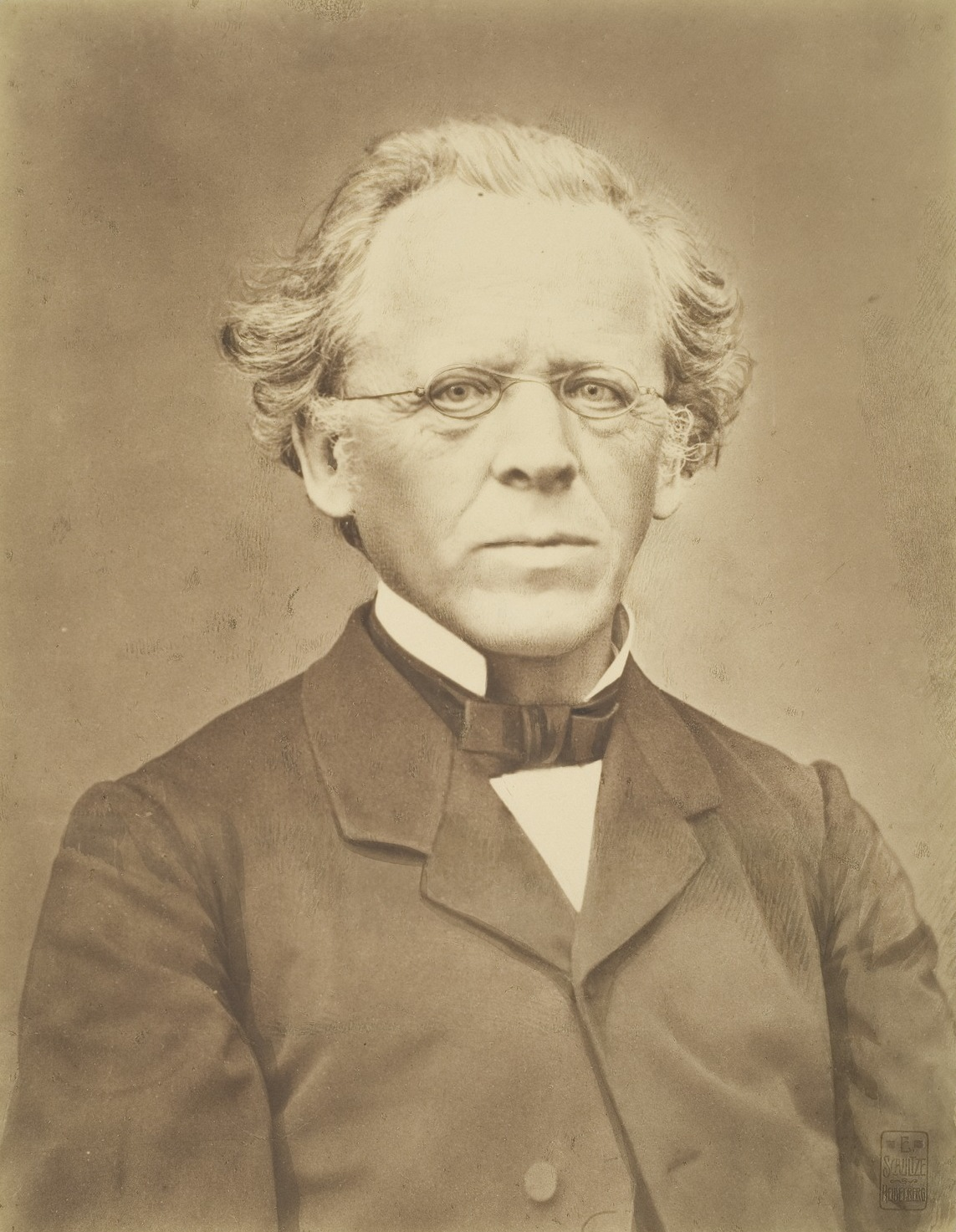
Friedrich Arnold, Fotografie von Eduard Schultze

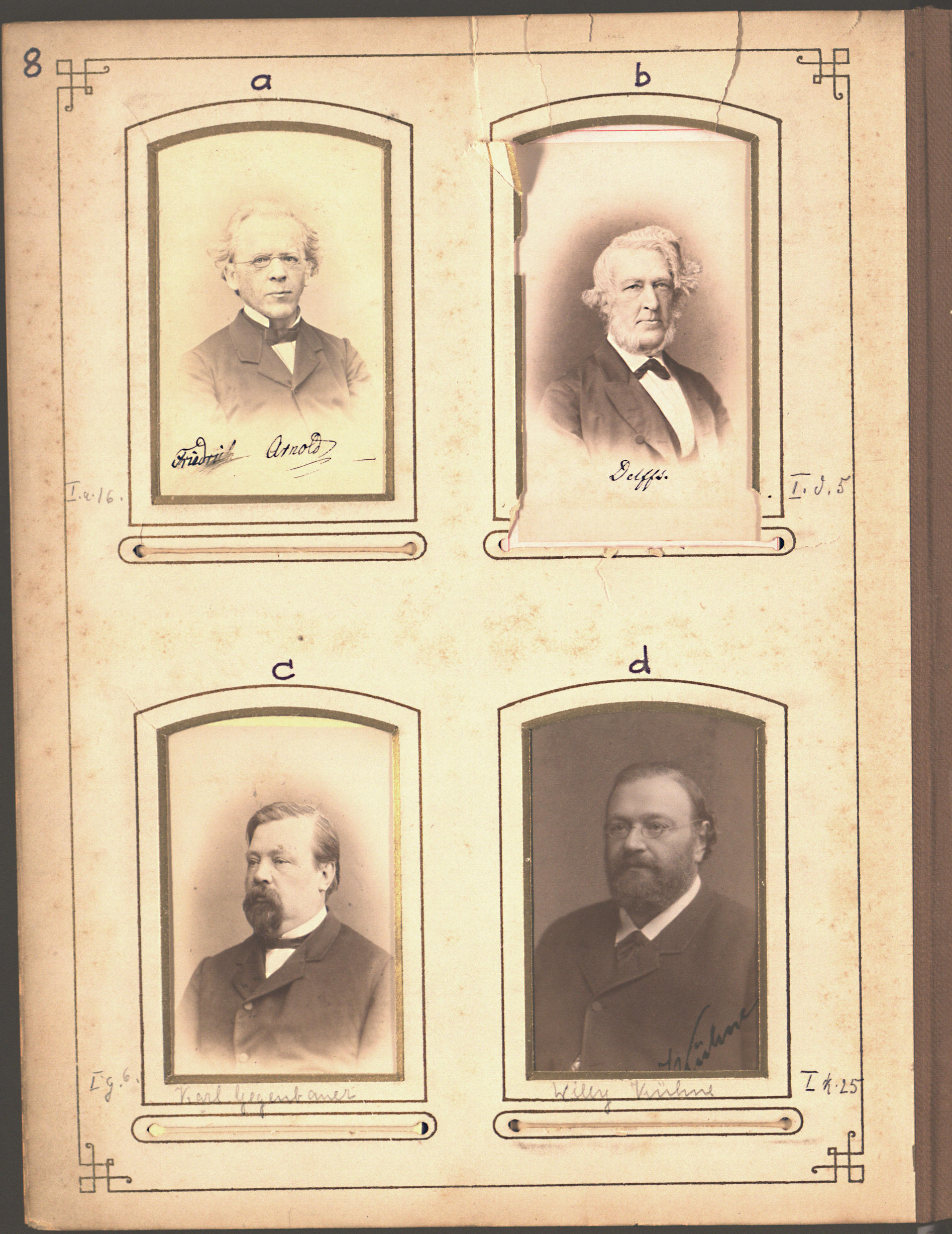
a: Philipp Friedrich Arnold, b: Friedrich Wilhelm Hermann Delffs, c: Carl Gegenbaur, d: Friedrich Wilhelm Kühne
Aus: Der Lehrkörper Ruperto Carola zu Heidelberg im Jahre 500 ihres Bestehens. Heidelberg 1886.

Philipp Friedrich Arnold (* 8. Januar 1803 in Edenkoben; † 4. Juli 1890 in Heidelberg) war ein deutscher Anatom und Physiologe.

## Leben
Friedrich Arnolds Eltern waren der Gutsbesitzer Zacharias Arnold (1767–1840) und Susanne Margaretha († 1833), Tochter des Heidelberger Pfarrers Konrad Ludwig Brünings. Seine Geschwister waren der spätere Physiologe Johann Wilhelm Arnold (1801–1873) und Maria Friederike, die den Neckarauer Pfarrer Maximilian Wundt (1787–1846) heiratete. Wilhelm Wundt (1832–1920) war sein Neffe.
Friedrich Arnold studierte ab 1821 zusammen mit seinem älteren Bruder Medizin an der Universität Heidelberg beim Anatomen Friedrich Tiedemann, dessen Demonstrator Vincenz Fohmann sowie Leopold Gmelin und promovierte 1825 mit einer Untersuchung über das Nervensystem zum Doktor der Medizin. Zusammen mit seinem Bruder besuchte er anschließend die naturwissenschaftlichen und medizinischen Anstalten in Paris. Im Oktober 1826 wurde er Tiedemanns Hilfsprosektor, 1828 Prosektor und 1834 außerordentlicher Professor.
1830 heiratete er Ida Eberhardine, geb. Gock (1811–68). Sie war die Tochter des königlich-württembergischen Hofdomänenrates Karl Friedrich von Gock und seiner Gattin Maria Eberhardine Sofie geb. Bloest. Die Ehe soll glücklich gewesen sein und endete 1868 mit dem Tod der Gattin. Der Beziehung entstammten fünf Kinder, deren erstes, Ida, am 14. Mai 1831 in Heidelberg geboren wurde. Sein Sohn Julius war bei der Rückkehr nach Heidelberg 1852 siebzehn Jahre, die beiden jüngeren Töchter Erwinia und Frida elf und drei Jahre alt.
1835 wurde er als ordentlicher Professor für Anatomie und Physiologie an die Universität Zürich berufen, wo er 1838 auch als Rektor amtierte. Im Frühjahr 1840 wechselte er an die Albert-Ludwigs-Universität Freiburg, im April 1845 an die Eberhard Karls Universität Tübingen.
Ab August 1852 war er wieder in Heidelberg, wo er als Nachfolger von Jakob Henle zum ordentlichen Professor und Direktor der Anatomie und Physiologie berufen wurde. 1858 trat er die Physiologie an Hermann von Helmholtz ab, der seinen Neffen Wilhelm Wundt zum Assistenten nahm. Arnold konzentrierte sich auf die Anatomie des Gehirns und der Nerven. Einige wenige Präparate des Gehirns sind bis heute erhalten. Arnold galt zu seiner Zeit als »einer der größten Präparatoren«.  Er wurde unter anderem Prorektor, Mitglied des engeren Senats und Dekan der medizinischen Fakultät. Sein Nachfolger wurde im April 1873 Carl Gegenbaur (1826–1903). Gegenbaur hatte 1869 in zweiter Ehe Arnolds Tochter Ida geheiratet.
1860 wurde Friedrich Arnold zum Mitglied der Gelehrtenakademie Leopoldina gewählt.
Friedrich Arnold wurde auf dem Bergfriedhof in Heidelberg beigesetzt. Er ruht in der Familiengrabanlage, in der auch seine Frau Ida und sein Sohn, der Pathologe Julius Arnold, ruhen. Die Grabstätte befindet sich in der Abteilung F.

## Wissenschaftliche Leistung
In Heidelberg stellte er viele Unterrichtspräparate her, darunter auch einige Faserpräparate des Gehirns. Er forschte zum Nervus vagus, dessen Ramus auricularis er beschrieb. Das von ihm 1828 entdeckte Ganglion oticum wird im Englischsprachigen Raum nach ihm auch als Ganglion Arnoldi bezeichnet. Ferner gibt es Arnold’s canal, Arnold’s nerve und Arnold’s nerve cough.
1834 veröffentlichte er die Icones nervorum capitis und begann damit die Reihe der, für die Medizin des 19. Jahrhunderts unentbehrlich gewordenen Tabulae anatomicae.

## Veröffentlichungen
- Dissertatio inauguralis medica sistens observationes nonnullas neurologicas de parte cephalica nervi sympathici in homine. Osswald, Heidelberg 1826 (Dissertation).
- Beschreibung des Kopfteiles des sympathischen Nerven beim Kalbe, nebst einigen Beobachtungen über diesen Teil beim Menschen. In: Zeitschrift für Physiologie. Bd. 2 (1826), H. 1, S. 125–172 (Digitalisat).
- Über den Ohrknoten. Eine anatomisch-physiologische Abhandlung. Winter, Heidelberg 1828 (Digitalisat).
- Der Kopftheil des vegetativen Nervensystems beim Menschen in anatomischer und physiologischer Hinsicht. Groos, Heidelberg/Leipzig 1831 (Digitalisat).
- Anatomische und physiologische Untersuchungen über das Auge des Menschen. Groos, Heidelberg/Leipzig 1832 (Digitalisat).
- Icones nervorum capitis. Orell Füssli, Zürich 1834 (Digitalisat).
- Bemerkungen über den Bau des Hirns und Rückenmarks. Höhr, Zürich 1838 (Digitalisat).
- Tabulae anatomicae, quas ad naturam accurate descriptas in lucem edidit. Orell Füssli, Zürich 1838–1842 (Digitalisat).
- Annotationes anatomicae de velamentis cerebri et medullae spinalis. Orell Füssli, Zürich 1838 (Digitalisat).
- Abbildungen der Gelenke und Bänder des menschlichen Körpers. Balz, Stuttgart 1842.
- mit Johann Wilhelm Arnold: Lehrbuch der Physiologie des Menschen. 2 Theile in 4 Bänden. Orell Füssli, Zürich 1836–1842.
- Handbuch der Anatomie des Menschen. 2 Bände in 3 Teilen. Emmerling, Freiburg im Breisgau 1844–1846 (Digitalisat).
- Zur Physiologie der Galle. Denkschrift zur 50jährigen Jubelfeier des Dr. Friedr. Tiedemann im Namen der med. Fakultät der Universität Heidelberg verfasst. Bassermann & Mathy, Mannheim 1854 (Digitalisat).
- Über die Athmungsgröße des Menschen. Ein Beitrag zur Physiologie und zur Diagnostik der Krankheiten der Athmungswerkzeuge. Mohr, Heidelberg 1855.
- Die physiologische Anstalt der Universität Heidelberg von 1853–1858. Mohr, Heidelberg 1858 (Digitalisat).